# 三氧化二铽
三氧化二铽，化学式Tb2O3。

## 性质
白色粉末。与其他主要镧系氧化物类似，三氧化二铽有两种晶体结构。较稳定的一种结构是缺陷萤石型结构（方铁锰矿结构），晶格参数 a = 10.72 Å。 另一种结构则为单斜晶系，可在熔融氧化铽／氧化镁结晶时生成。
三氧化二铽用钙掺杂后是一种p型半导体。

## 制备
单质铽与氧气化合时产生七氧化四铽，因此三氧化二铽不能通过单质化合来制备。它一般是通过用氢气还原七氧化四铽而制得（1300°C，24小时）。
{\displaystyle {\rm {\ Tb_{4}O_{7}+H_{2}\rightarrow 2Tb_{2}O_{3}+H_{2}O}}}

## 用途
纯三氧化二铽的用途很少。它可用作制取七氧化四铽的原料。